# Saison 1986-1987 de la LNH
Saison précédente Saison suivante
La saison 1986-1987 est la 70e saison régulière de la Ligue nationale de hockey. Vingt-et-une équipes ont joué 80 matchs. 

## Saison régulière
Les Oilers d'Edmonton gagnent leur deuxième Trophée des présidents consécutif et Wayne Gretzky ses 8e trophée Hart et 7e Art-Ross.

### Classements finaux

#### Association Prince de Galles
| Clt   | Équipe                | PJ | V  | D  | N  | BP  | BC  | Pts |
| ----- | --------------------- | -- | -- | -- | -- | --- | --- | --- |
| +001, | Whalers de Hartford   | 80 | 43 | 30 | 7  | 287 | 270 | 93  |
| +002, | Canadiens de Montréal | 80 | 41 | 29 | 10 | 277 | 241 | 92  |
| +003, | Bruins de Boston      | 80 | 39 | 34 | 7  | 301 | 276 | 85  |
| +004, | Nordiques de Québec   | 80 | 31 | 39 | 10 | 267 | 276 | 72  |
| +005, | Sabres de Buffalo     | 80 | 28 | 44 | 8  | 280 | 308 | 64  |

| Clt   | Équipe                 | PJ | V  | D  | N  | BP  | BC  | Pts |
| ----- | ---------------------- | -- | -- | -- | -- | --- | --- | --- |
| +001, | Flyers de Philadelphie | 80 | 46 | 26 | 8  | 310 | 245 | 100 |
| +002, | Capitals de Washington | 80 | 38 | 32 | 10 | 285 | 278 | 86  |
| +003, | Islanders de New York  | 80 | 35 | 33 | 12 | 279 | 281 | 82  |
| +004, | Rangers de New York    | 80 | 34 | 38 | 8  | 307 | 323 | 76  |
| +005, | Penguins de Pittsburgh | 80 | 30 | 38 | 12 | 297 | 290 | 72  |
| +006, | Devils du New Jersey   | 80 | 29 | 45 | 6  | 293 | 368 | 64  |

#### Association Clarence Campbell
| Clt   | Équipe                   | PJ | V  | D  | N  | BP  | BC  | Pts |
| ----- | ------------------------ | -- | -- | -- | -- | --- | --- | --- |
| +001, | Blues de Saint-Louis     | 80 | 32 | 33 | 15 | 281 | 293 | 79  |
| +002, | Red Wings de Détroit     | 80 | 34 | 36 | 10 | 260 | 274 | 78  |
| +003, | Blackhawks de Chicago    | 80 | 29 | 37 | 14 | 290 | 310 | 72  |
| +004, | Maple Leafs de Toronto   | 80 | 32 | 42 | 6  | 286 | 319 | 70  |
| +005, | North Stars du Minnesota | 80 | 30 | 40 | 10 | 296 | 314 | 70  |

| Clt   | Équipe               | PJ | V  | D  | N | BP  | BC  | Pts |
| ----- | -------------------- | -- | -- | -- | - | --- | --- | --- |
| +001, | Oilers d'Edmonton    | 80 | 50 | 24 | 6 | 372 | 284 | 106 |
| +002, | Flames de Calgary    | 80 | 46 | 31 | 3 | 318 | 289 | 95  |
| +003, | Jets de Winnipeg     | 80 | 40 | 32 | 8 | 279 | 271 | 88  |
| +004, | Kings de Los Angeles | 80 | 31 | 41 | 8 | 318 | 341 | 70  |
| +005, | Canucks de Vancouver | 80 | 29 | 43 | 8 | 282 | 314 | 66  |

- Champion de la saison régulière
- Qualifié pour les séries éliminatoires

### Meilleurs Pointeurs
| Joueur          | Équipe       | PJ | B  | A   | Pts |
| --------------- | ------------ | -- | -- | --- | --- |
| Wayne Gretzky   | Edmonton     | 79 | 62 | 121 | 183 |
| Jari Kurri      | Edmonton     | 79 | 54 | 54  | 108 |
| Mario Lemieux   | Pittsburgh   | 63 | 54 | 53  | 107 |
| Mark Messier    | Edmonton     | 77 | 37 | 70  | 107 |
| Doug Gilmour    | Saint-Louis  | 80 | 42 | 63  | 105 |
| Dino Ciccarelli | Minnesota    | 80 | 52 | 51  | 103 |
| Dale Hawerchuk  | Winnipeg     | 80 | 47 | 53  | 100 |
| Michel Goulet   | Québec       | 75 | 49 | 47  | 96  |
| Tim Kerr        | Philadelphie | 75 | 58 | 37  | 95  |
| Raymond Bourque | Boston       | 78 | 23 | 72  | 95  |

## Séries éliminatoires de la Coupe Stanley
Afin de réduire le nombre d'équipes mécontentes, la ligue décide de mettre en place la victoire au meilleur des 7 matchs dès le premier tour des séries éliminatoires.

### Arbre de qualification
|  | Demi-finales de division     | Demi-finales de division | Demi-finales de division |   |                        | Finales de division    | Finales de division | Finales de division |  |    | Finales d'association | Finales d'association | Finales d'association |  |    | Finale de la Coupe Stanley | Finale de la Coupe Stanley | Finale de la Coupe Stanley |
|  |                              |                          |                          |   |                        |                        |                     |                     |  |    |                       |                       |                       |  |    |                            |                            |                            |
|  | A1                           | Whalers de Hartford      | 2                        |   |                        |                        |                     |                     |  |    |                       |                       |                       |  |    |                            |                            |                            |
|  | A4                           | Nordiques de Québec      | 4                        |   |                        |                        |                     |                     |  |    |                       |                       |                       |  |    |                            |                            |                            |
|  | A4                           | Nordiques de Québec      | 4                        |   | A4                     | Nordiques de Québec    | 3                   |                     |  |    |                       |                       |                       |  |    |                            |                            |                            |
|  |                              |                          |                          |   | A4                     | Nordiques de Québec    | 3                   |                     |  |    |                       |                       |                       |  |    |                            |                            |                            |
|  |                              | A2                       | Canadiens de Montréal    | 4 |                        |                        |                     |                     |  |    |                       |                       |                       |  |    |                            |                            |                            |
|  | A3                           | A2                       | Canadiens de Montréal    | 4 | Bruins de Boston       | 0                      |                     |                     |  |    |                       |                       |                       |  |    |                            |                            |                            |
|  | A3                           |                          |                          |   | Bruins de Boston       | 0                      |                     |                     |  |    |                       |                       |                       |  |    |                            |                            |                            |
|  | A2                           | Canadiens de Montréal    | 4                        |   |                        |                        |                     |                     |  |    |                       |                       |                       |  |    |                            |                            |                            |
|  | A2                           | Canadiens de Montréal    | 4                        |   |                        |                        |                     |                     |  | A2 | Canadiens de Montréal | 2                     |                       |  |    |                            |                            |                            |
|  | Association Prince de Galles |                          |                          |   |                        |                        |                     |                     |  | A2 | Canadiens de Montréal | 2                     |                       |  |    |                            |                            |                            |
|  |                              | P1                       | Flyers de Philadelphie   | 4 |                        |                        |                     |                     |  |    |                       |                       |                       |  |    |                            |                            |                            |
|  | P1                           | P1                       | Flyers de Philadelphie   | 4 | Flyers de Philadelphie | 4                      |                     |                     |  |    |                       |                       |                       |  |    |                            |                            |                            |
|  | P1                           |                          |                          |   | Flyers de Philadelphie | 4                      |                     |                     |  |    |                       |                       |                       |  |    |                            |                            |                            |
|  | P4                           | Rangers de New York      | 2                        |   |                        |                        |                     |                     |  |    |                       |                       |                       |  |    |                            |                            |                            |
|  | P4                           | Rangers de New York      | 2                        |   | P1                     | Flyers de Philadelphie | 4                   |                     |  |    |                       |                       |                       |  |    |                            |                            |                            |
|  |                              |                          |                          |   | P1                     | Flyers de Philadelphie | 4                   |                     |  |    |                       |                       |                       |  |    |                            |                            |                            |
|  |                              | P3                       | Islanders de New York    | 3 |                        |                        |                     |                     |  |    |                       |                       |                       |  |    |                            |                            |                            |
|  | P3                           | P3                       | Islanders de New York    | 3 | Islanders de New York  | 4                      |                     |                     |  |    |                       |                       |                       |  |    |                            |                            |                            |
|  | P3                           |                          |                          |   | Islanders de New York  | 4                      |                     |                     |  |    |                       |                       |                       |  |    |                            |                            |                            |
|  | P2                           | Capitals de Washington   | 3                        |   |                        |                        |                     |                     |  |    |                       |                       |                       |  |    |                            |                            |                            |
|  | P2                           | Capitals de Washington   | 3                        |   |                        |                        |                     |                     |  |    |                       |                       |                       |  | P1 | Flyers de Philadelphie     | 3                          |                            |
|  |                              |                          |                          |   |                        |                        |                     |                     |  |    |                       |                       |                       |  | P1 | Flyers de Philadelphie     | 3                          |                            |
|  |                              | S1                       | Oilers d'Edmonton        | 4 |                        |                        |                     |                     |  |    |                       |                       |                       |  |    |                            |                            |                            |
|  | N1                           | S1                       | Oilers d'Edmonton        | 4 | Blues de Saint-Louis   | 2                      |                     |                     |  |    |                       |                       |                       |  |    |                            |                            |                            |
|  | N1                           |                          |                          |   | Blues de Saint-Louis   | 2                      |                     |                     |  |    |                       |                       |                       |  |    |                            |                            |                            |
|  | N4                           | Maple Leafs de Toronto   | 4                        |   |                        |                        |                     |                     |  |    |                       |                       |                       |  |    |                            |                            |                            |
|  | N4                           | Maple Leafs de Toronto   | 4                        |   | N4                     | Maple Leafs de Toronto | 3                   |                     |  |    |                       |                       |                       |  |    |                            |                            |                            |
|  |                              |                          |                          |   | N4                     | Maple Leafs de Toronto | 3                   |                     |  |    |                       |                       |                       |  |    |                            |                            |                            |
|  |                              | N2                       | Red Wings de Détroit     | 4 |                        |                        |                     |                     |  |    |                       |                       |                       |  |    |                            |                            |                            |
|  | N3                           | N2                       | Red Wings de Détroit     | 4 | Blackhawks de Chicago  | 0                      |                     |                     |  |    |                       |                       |                       |  |    |                            |                            |                            |
|  | N3                           |                          |                          |   | Blackhawks de Chicago  | 0                      |                     |                     |  |    |                       |                       |                       |  |    |                            |                            |                            |
|  | N2                           | Red Wings de Détroit     | 4                        |   |                        |                        |                     |                     |  |    |                       |                       |                       |  |    |                            |                            |                            |
|  | N2                           | Red Wings de Détroit     | 4                        |   |                        |                        |                     |                     |  | N2 | Red Wings de Détroit  | 1                     |                       |  |    |                            |                            |                            |
|  | Association Campbell         |                          |                          |   |                        |                        |                     |                     |  | N2 | Red Wings de Détroit  | 1                     |                       |  |    |                            |                            |                            |
|  |                              | S1                       | Oilers d'Edmonton        | 4 |                        |                        |                     |                     |  |    |                       |                       |                       |  |    |                            |                            |                            |
|  | S1                           | S1                       | Oilers d'Edmonton        | 4 | Oilers d'Edmonton      | 4                      |                     |                     |  |    |                       |                       |                       |  |    |                            |                            |                            |
|  | S1                           |                          |                          |   | Oilers d'Edmonton      | 4                      |                     |                     |  |    |                       |                       |                       |  |    |                            |                            |                            |
|  | S4                           | Kings de Los Angeles     | 1                        |   |                        |                        |                     |                     |  |    |                       |                       |                       |  |    |                            |                            |                            |
|  | S4                           | Kings de Los Angeles     | 1                        |   | S1                     | Oilers d'Edmonton      | 4                   |                     |  |    |                       |                       |                       |  |    |                            |                            |                            |
|  |                              |                          |                          |   | S1                     | Oilers d'Edmonton      | 4                   |                     |  |    |                       |                       |                       |  |    |                            |                            |                            |
|  |                              | S3                       | Jets de Winnipeg         | 0 |                        |                        |                     |                     |  |    |                       |                       |                       |  |    |                            |                            |                            |
|  | S3                           | S3                       | Jets de Winnipeg         | 0 | Jets de Winnipeg       | 4                      |                     |                     |  |    |                       |                       |                       |  |    |                            |                            |                            |
|  | S3                           |                          |                          |   | Jets de Winnipeg       | 4                      |                     |                     |  |    |                       |                       |                       |  |    |                            |                            |                            |
|  | S2                           | Flames de Calgary        | 2                        |   |                        |                        |                     |                     |  |    |                       |                       |                       |  |    |                            |                            |                            |

### Finale de la Coupe Stanley
Les Oilers d'Edmonton gagnent la Coupe Stanley en battant les Flyers de Philadelphie 4 matchs à 3.

## Récompenses

### Trophées
| Trophée                      | Vainqueur                    | Équipe                       |
| ---------------------------- | ---------------------------- | ---------------------------- |
| Trophée Calder               | Luc Robitaille               | Kings de Los Angeles         |
| Trophée Lester-B.-Pearson    | Wayne Gretzky                | Oilers d'Edmonton            |
| Trophée Art-Ross             | Wayne Gretzky                | Oilers d'Edmonton            |
| Trophée Hart                 | Wayne Gretzky                | Oilers d'Edmonton            |
| Trophée Conn-Smythe          | Ron Hextall                  | Flyers de Philadelphie       |
| Trophée Bill-Masterton       | Doug Jarvis                  | Whalers de Hartford          |
| Trophée Frank-J.-Selke       | Dave Poulin                  | Flyers de Philadelphie       |
| Trophée Jack-Adams           | Jacques Demers               | Red Wings de Détroit         |
| Trophée James-Norris         | Raymond Bourque              | Bruins de Boston             |
| Trophée Lady Byng            | Joe Mullen                   | Flames de Calgary            |
| Trophée Lester-Patrick       | Hobey Baker et Frank Mathers | Hobey Baker et Frank Mathers |
| Trophée Vézina               | Ron Hextall                  | Flyers de Philadelphie       |
| Trophée William-M.-Jennings  | Patrick Roy Brian Hayward    | Canadiens de Montréal        |
| Trophée plus-moins de la LNH | Wayne Gretzky                | Oilers d'Edmonton            |

| Trophée                      | Équipe                 |
| ---------------------------- | ---------------------- |
| Trophée Clarence-S.-Campbell | Oilers d'Edmonton      |
| Trophée Prince de Galles     | Flyers de Philadelphie |
| Trophée des présidents       | Oilers d'Edmonton      |
| Coupe Stanley                | Oilers d'Edmonton      |

### Équipes d'étoiles

#### Première et deuxième équipe
| Position       | Première équipe | Première équipe        | Deuxième équipe | Deuxième équipe        |
| Position       | Joueur          | Équipe                 | Joueur          | Équipe                 |
| -------------- | --------------- | ---------------------- | --------------- | ---------------------- |
| Gardien de but | Ron Hextall     | Flyers de Philadelphie | Mike Liut       | Whalers de Hartford    |
| Défenseur      | Raymond Bourque | Bruins de Boston       | Al MacInnis     | Flames de Calgary      |
| Défenseur      | Mark Howe       | Flyers de Philadelphie | Larry Murphy    | Capitals de Washington |
| Ailier gauche  | Michel Goulet   | Nordiques de Québec    | Luc Robitaille  | Kings de Los Angeles   |
| Centre         | Wayne Gretzky   | Oilers d'Edmonton      | Mario Lemieux   | Penguins de Pittsburgh |
| Ailier droit   | Jari Kurri      | Oilers d'Edmonton      | Tim Kerr        | Flyers de Philadelphie |

#### Équipe des recrues
| Position       | Joueur         | Équipe                 |
| -------------- | -------------- | ---------------------- |
| Gardien de but | Ron Hextall    | Flyers de Philadelphie |
| Défenseur      | Brian Benning  | Blues de Saint-Louis   |
| Défenseur      | Steve Duchesne | Kings de Los Angeles   |
| Attaquant      | Jimmy Carson   | Kings de Los Angeles   |
| Attaquant      | Luc Robitaille | Kings de Los Angeles   |
| Attaquant      | Jim Sandlak    | Canucks de Vancouver   |